# 민병훈 감독의 영화터치
민병훈 감독의 영화터치는 2016년 12월 3일부터 2020년 8월 15일까지 4년간 cpbc FM에서 매주 토요일 오후 4시부터 오후 5시까지 방송했던 영화 관련 정보 프로그램이다.

## 진행
- 민병훈 영화감독